# NGC 1294
NGC 1294 è una galassia lenticolare situata nella costellazione di Perseo, a una distanza di circa 309 milioni di anni luce dalla nostra Via Lattea.

## Scoperta
La galassia è stata scoperta il 17 ottobre 1786 dall'astronomo britannico di origine tedesca William Herschel.

## Descrizione
NGC 1294 fa parte dell'Ammasso di Perseo.